# 深井晃子
深井 晃子（ふかい あきこ、1943年9月10日 - ）は、日本の服装史研究者。京都服飾文化研究財団理事・名誉キュレーター。お茶の水女子大学名誉博士。神戸女子大学教授、静岡文化芸術大学教授を務めた。本名は、高橋晃子。岡山県高梁市出身。

## 来歴
1943年、岡山県上房郡高梁町（現：高梁市）生まれ。母の実家は造り酒屋で、10歳頃までそこで暮らした。実の父はパプアニューギニアで戦死して、母が再婚した海軍の元軍人の義父が酒屋を手伝い、母は専業主婦だった。
1962年（昭和37年）岡山県立高梁高等学校卒業後、お茶の水女子大学家政学部被服学科入学。1968年9月、同大学院家政学研究科修士課程西洋服飾史専攻修了、家政学修士。1969年、帝人に入社。
建築家と結婚して渡仏。パリ第4大学ソルボンヌ芸術考古学部で美学・美術史を聴講。1979年より京都服飾文化研究財団に勤務。パリコレ、ミラノコレクションを20年以上にわたって視察。2004年、お茶の水女子大学から名誉博士授与。
国際日本文化研究センター客員助教授、武蔵野美術大学非常勤講師、共立女子大学講師、政策研究大学院大学客員教授、神戸女子大学教授を経て、2000年から2008年まで静岡文化芸術大学大学院教授。文化資源学会理事（2001－2010）。

## 受賞
- 1989年 毎日ファッション大賞特別賞[2]
- 1989年 FEC賞（日本エディターズクラブ）[2]
- 1999年 ジャポニスム学会特別賞受賞（1994年「モードのジャポニスム」展）[4]
- 2009年 文化庁長官表彰
- 2011年 京都市芸術功労賞[2]
- 2018年 第39回ジャポニスム学会賞[2]

## 企画展
- 1994年「モードのジャポニスム」展（京都国立近代美術館）、日本が西欧のファッションに影響を与え（＝ジャポニスム）、東西文化交流の研究やファッションの流れに反映された[2]。パリ市立衣装美術館、ロサンジェルス・カウンティ美術館、ニューヨーク・ブルックリン美術館、ニュージーランド国立博物館テ・パパ・トンガレワを巡回
- 1999年「身体の夢　ファッションor見えないコルセット」展[2]
- 2004年「COLORS ファッションと色彩」展[2]
- 2009年「ラグジュアリー：ファッションの欲望」展[2]
- 2010年～2014年「Future Beauty」展、ロンドンほか世界7都市を巡回[2]
- 2017年「麗しき東西交流展」（横浜美術館）[2]
- 2018年～2019年「Kimono Refashioned」[2]

## 著書

### 論文
- <深井晃子

### 単著
- 『男が変わる女が変わる 1980年代ファッション・ノート』Edition Wacoal 1989
- 『パリ・コレクション モードの生成・モードの費消』講談社現代新書 1993
- 『ファッション・キーワード』文化出版局 1993
- 『ジャポニスムインファッション 海を渡ったキモノ』平凡社 1994
- 『20世紀モードの軌跡』文化出版局 1994
- 『名画とファッション』小学館 1999
- 『ファッションの世紀 共振する20世紀のファッションとアート』平凡社 2005
- 『ファッションから名画を読む』PHP新書 2009
- 『きものとジャポニスム』平凡社 2017 （第39回ジャポニスム学会賞受賞）

### 共編著
- 『ファッション・ワード・コレクション』小池一子共著 講談社 1985
- 『フランス・モード基本用語』原由美子,石上美紀共著 大修館書店 1996
- 『世界服飾史 カラー版』監修 美術出版社 1998
- 『ファッション辞典』大沼淳,荻村昭典共監修 文化出版局,文化女子大学教科書部編 文化出版局 1999
- 『ファッション・ブランド・ベスト101』編 新書館 2001
- 『ファッション 京都服飾文化研究財団コレクション 18世紀から現代まで』タッシェン, 2002[5]
- 『ヨーロッパに眠る「きもの」 ジャポニスムからみた在欧美術館調査報告』長崎巌,周防珠実,古川咲共著 東京美術 2017

### 翻訳
- セシル・サンローラン『女の下着の歴史』文化出版局, 1981
- ジョージナ・オハラ『ファッション事典』平凡社, 1988
- アン・クラーツ『レース 歴史とデザイン』平凡社、1989年
- ジョゼット・ブレディフ『フランスの更紗 ジュイ工場の歴史とデザイン』平凡社, 1990
- ジャンフランコ・フェレ『ファッション・デザイナーをめざすあなたへ ジャンフランコ・フェレからの14通のメッセージ』日之出出版, 1999
- アリス・ローソーン『イヴ・サンローラン 喝采と孤独の間で』監訳 日之出出版 2000